# Crack List
 (décembre 2023).
Crack List est un jeu de cartes. Il est sorti en janvier 2022 en France.

## But du jeu
Le jeu reprend le concept du petit bac mais sous forme de jeu de carte. En début de partie, chaque joueur reçoit huit cartes qui peuvent être soit des lettres de l'alphabet, soit des jokers (changer de sens, sauter un tour ou changer le thème). Tous les joueurs doivent chacun leur tour se débarrasser progressivement de leurs cartes en trouvant des mots en fonction du thème pioché par l'un des joueurs. Certaines lettres de l'alphabet donnent un bonus qui permet au joueur ayant trouvé un mot de distribuer des cartes supplémentaires aux adversaires de son choix.
Le joueur qui parvient à se débarrasser de toutes ses cartes gagne la partie.

## Accueil
Le jeu est très bien reçu par la critique,, en étant parfois comparé au mythique Uno. Il est classé parmi les cinq meilleurs jeux chez de nombreux grands distributeurs dès sa première année et a également été lancé aux États-Unis, en Angleterre, en Allemagne et en Italie.